# Пеппин, Джеральдин
Джеральдин Пеппин (англ. Geraldine Margaret Peppin; 30 декабря 1912, Марстон-Магна, графство Сомерсет — 8 апреля 1981, Бристоль) — британская пианистка и музыкальный педагог. Сестра-близнец Мэри Пеппин.
Дочь деревенского викария Джералда Пеппина и его жены Маргарет, талантливой пианистки, которой в 1901 году было отказано в приёме в Королевскую академию музыки потому, что она девушка; все свои музыкальные способности Маргарет Пеппин употребила на музыкальное воспитание своих дочерей. Затем Джеральдин и Мэри Пеппин учились у Мэйбл Лэндер и в 1930 году дебютировали в Лондоне как фортепианный дуэт, привлекая к себе широкое внимание благодаря практической неразличимости. Дуэтная работа сестёр Пеппин продолжалась долгие годы — для них, в частности, написаны «Три чёрные пьесы для белых касаний» Константа Ламберта (1949). Алан Роусторн написал для сестёр каденцию к моцартовскому двойному концерту K. 365 и сюиту для двух фортепиано «Левой, левой» (англ. Left, Left; 1940, переложение пяти революционных песен). В то же время сёстры выступали и раздельно, особенно в камерном репертуаре: в частности, Джеральдин Пеппин аккомпанировала Грэму Титусу при премьерном исполнении вокального цикла Джона Сайкса «Песни опыта», выступала с виолончелисткой Джойс Корделл (дав, в частности, в 1942 г. в Лондоне концерт советской музыки).
В 1931 г. вышла замуж за поэта Рэндалла Свинглера, посвятившего ей свой сборник стихотворений 1932 года. Вслед за мужем она была в 1930—1940-е близка к Коммунистической партии Великобритании. В послевоенные годы преподавала в Гилдхоллской школе музыки.
Памяти Пеппин посвящена Элегическая фуга для фортепиано Бернарда Стивенса.